# ويليام هودج
ويليام هودج (بالإنجليزية: William Hodge)‏ (31 أغسطس 1904 في المملكة المتحدة - ) هو لاعب كرة قدم بريطاني في مركز الظهير. لعب مع نادي برينتفورد ونادي رينجرز.

## وصلات خارجية
- ويليام هودج على موقع قاعدة بيانات كرة القدم.إي يو (الإنجليزية)